# 等待戈多
《等待果陀》（法語：En attendant Godot，GOD-ohi/ˈɡɒdoʊ/ GOD-oh）是爱尔兰剧作家萨缪尔·贝克特创作的一齣荒诞派戏剧，講述了流浪汉弗拉季米爾和愛斯特拉岡二人徒勞地等待一个名叫果陀的神秘人物的故事。果陀始终未曾现身，这一设定以及戲劇的其它象征性元素，都引发了诸多文学和哲学层面的诠释。
原法語版在1948年10月9日到1949年1月29日完成，并于1952年发表。贝克特花了很长时间试图上演该剧，最后终于在1953年1月5日于巴黎的巴比伦剧院首演。当时的导演是羅傑·布林（Roger Blin），并在剧中扮演波卓（Pozzo）的角色。这次演出获得意想不到的成功，获得了评论界的高度赞誉，奠定了贝克特在现代戏剧史上的重要地位。贝克特随后亲自将其《等待果陀》的法語版翻譯为英文，並添加了“兩幕悲喜劇”的副标题。
德语区的首演于1953年9月8日在柏林的宫殿公园剧院举行。贝克特的世界成名其实应该追溯到这齣“循环式的两幕剧”剧作。这次演出对作品在德语文化圈的传播和贝克特声誉的建立起到了关键作用。
该剧的标题「等待戈多」从此在国际上成了一个文化典故，用来形容那些看似充满希望，但却漫长而永无止境、最终徒劳无获的等待。

## 剧情

### 第一幕

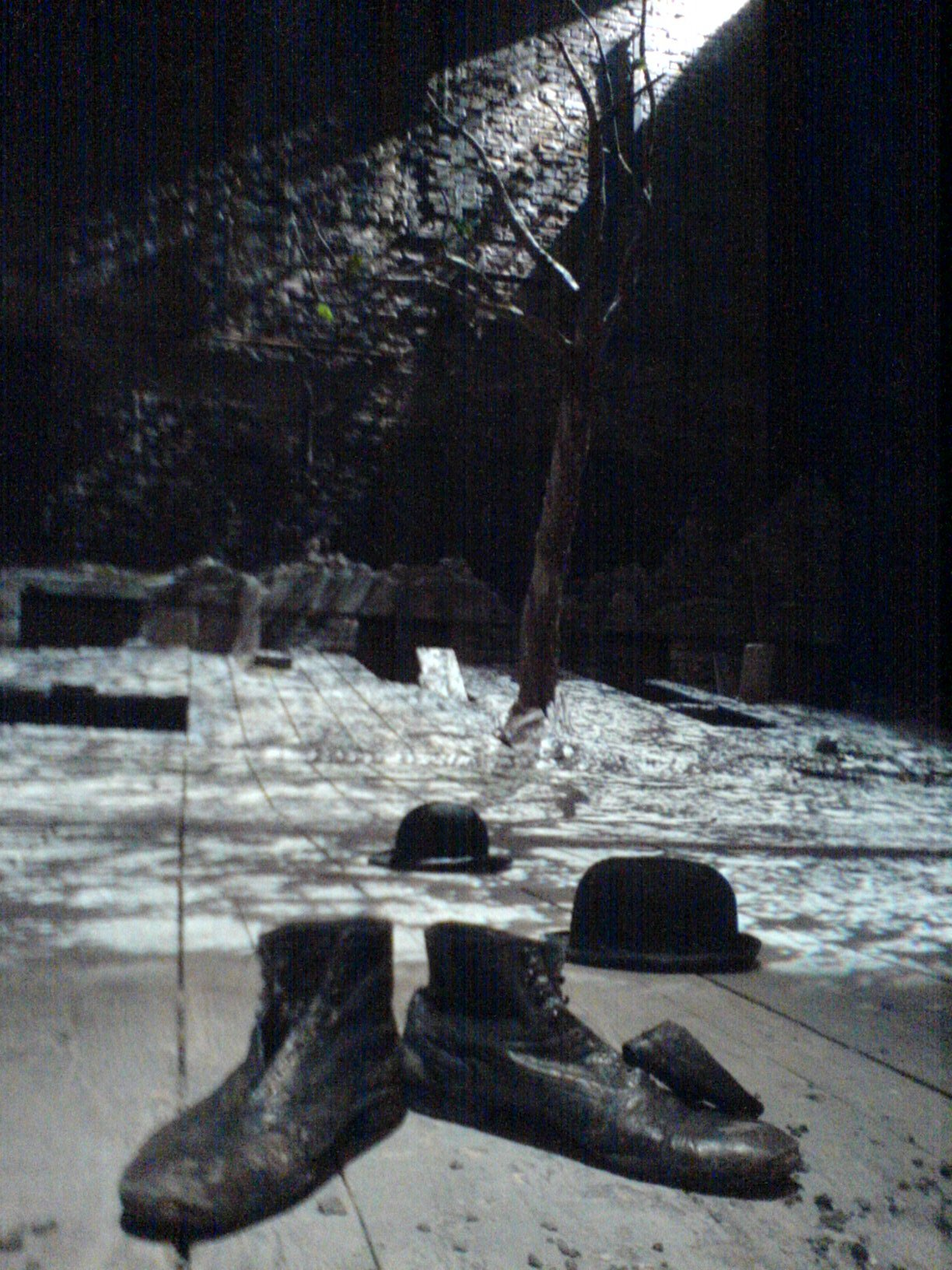
海馬基特皇家劇院2009年版

戲劇開始時，愛斯特拉岡（Estragon）正努力脫掉靴子，最後放棄，喃喃道“毫無辦法。”弗拉季米爾（Vladimir）對此開了玩笑。愛斯特拉岡稱自己整個晚上都在溝裏，被不知名的人打了一頓。他最後成功地脫掉靴子，但裏面什麽也沒有；之後，他脫掉另一只靴子。倆人一邊爭吵一邊嘲弄，談論是否要後悔。這讓弗拉季米爾思考和救世主同釘十字架的兩個賊，並注意到四福音中只有一部提到其中一個賊得到了救贖。整個過程中，愛斯特拉岡努力捧場，使得對話可以繼續下去，弗拉季米爾則斥責對方欠缺溝通能力。愛斯特拉岡突然決定離開，但弗拉第米爾告訴他必須等到果陀來才行—這一對話貫穿全劇，反複出現。不幸的是，倆人無法確定他們是否在正確的地方，或是這是見果陀的好日子。他們只知道必須在樹下等一個叫果陀的人，而此處確實有個沒葉子的樹。
愛斯特拉岡不一會就睡著了，醒來後，弗拉季米爾聽他講夢，煩不勝煩—這也在劇中重複出現。愛斯特拉岡想聽老笑話，但弗拉季米爾起了頭就收不了尾，結果一笑就腎疼，得跑去解手。之後，愛斯特拉岡提議倆人上吊，但倆人發現不好辦，遂即放棄。愛斯特拉岡問若果陀來了，他會幹什麽，但弗拉第米爾的最好回答是“哦……沒提出什麽明確的要求。”當愛斯特拉岡說自己餓了，弗拉季米爾拿出胡蘿蔔，愛斯特拉岡大口咀嚼，並高呼無聊。
後台突然傳出“一陣恐怖的喊聲”，幸運兒手提重物，脖子被拴著繩子，傲慢好鬥的主人波卓牽著他走上了台。主人向奴隸喊話，蔑稱他是頭“豬”，但對倆人態度還好。最初，倆人感到吃驚，以為波卓就是果陀。波卓休息，自己吃雞喝酒，拒絕分享，最後將骨頭扔在地上。愛斯特拉岡去撿骨頭，這令弗拉第米爾十分尴尬，但波卓稱這是給幸運兒的，因此愛斯特拉岡還得先問問。愛斯特拉岡試圖與奴隸交流，但卻無法得到回複，愛斯特拉岡便拿走了骨頭。鎮定後，弗拉第米爾突然對波卓的暴虐感到憤慨，但波卓對此無視，解釋道自己打算賣掉幸運兒，此時奴隸開始哭泣。波卓拿出手絹，但當愛斯特拉岡打算爲幸運兒抹眼淚時，幸運兒給了他一腳。波卓自言自己像是個受害人，而幸運兒倒是個施虐者。當他謝謝二人的陪同、加以美言後，愛斯特拉岡想乞討要錢，但弗拉季米爾阻止了他。當波卓建議讓幸運兒跳舞取樂，倆人同意。幸運兒跳舞，笨拙不堪。幸運兒的演講是又臭又長意識流；這是全劇他唯一的一次說話。這個獨白開始還有邏輯，但隨後上文不接下文，廢話連篇。弗拉季米爾搶走了幸運兒的帽子，幸運兒倒地，清醒後，波卓牽著他離開退場。

### 第二幕
天亮了，弗拉第米爾開始唱一首有關死狗的遞歸輪唱，但是兩次忘記了歌詞。和之前的一幕那樣，愛斯特拉岡稱昨晚在溝裏被打了一頓，但沒有明顯的傷痕。弗拉季米爾注意到之前光禿禿的樹上有了葉子，並嘗試與愛斯特拉岡談論昨天的事情，但愛斯特拉岡十分糊塗，只是依稀記得些許。弗拉季米爾勝利般地將幸運兒踢他的傷痕指給愛斯特拉岡看。此時，他注意到愛斯特拉岡沒有穿靴子，卻發現有一雙靴子在旁邊，但愛斯特拉岡堅持這不是自己的，不過試穿後卻很合腳。由於沒有胡蘿蔔，弗拉第米爾讓愛斯特拉岡憑空瞎選。他唱催眠曲，讓愛斯特拉岡入睡，並注意到更多的證據：幸運兒的帽子還在地上。倆人開始玩帽子後，和昨天一樣開始等果陀，同時扮演波卓和幸運兒取樂，相互攻擊、和好，試圖拍戲—但遺憾的是無一成功。
波卓和幸運兒意外地再次出現，但繩子比之前的更短了，幸運兒現在領著波卓，很明顯，波卓失明了。當他們到了後，波卓絆倒，二人摔倒。愛斯特拉岡看到這是復仇的好機會。他和弗拉季米爾辯論，沒完沒了。波卓要給他們錢，但四人都倒在地上，最後又站了起來。波卓稱自己瞎了，幸運兒現在是啞巴。他稱自己失去了時間概念，不記得之前見過面。波卓不再傲慢，而是謙虛、有洞察力，卻有些絕望。他的臨別詞—後被弗拉季米爾擴充—優雅地概括了人類存在的短暫：“他們讓新的生命誕生在墳墓上，光明只閃現了一刹那，跟著又是黑夜。”愛斯特拉岡在幸運兒和波卓離開後開始打瞌睡。
當愛斯特拉岡睡著時，弗拉季米爾遇見了同樣的男孩，雖然弗拉季米爾覺得這可能是男孩的弟弟。此時，弗拉季米爾開始意識到自己經歷與存在的循環：他甚至可以猜出男孩將會說些什麽，包括果陀今天不來，但明天必定會來這話。弗拉季米爾開始有些明白，問男孩果陀鬍子的顔色，告知它是白色的。衝動之下，弗拉季米爾攆走了男孩。愛斯特拉岡醒來，又把靴子脫了。他和弗拉季米爾又討論上吊，試了試愛斯特拉岡的腰帶，腰帶斷裂；愛斯特拉岡的褲子也繫不上了。他們決定明天帶一條更合適的繩子來，如果果陀不來，就自殺。倆人決定離開，但是誰也不願意邁出第一步。

## 人物
貝克特克制自己，不對劇中人物做出過多評論。他曾經回憶起當拉爾夫·理查德森爵士“想要波卓的事情、地址和求職信... 我告訴他所有波卓的信息都在故事裏，如果我知道更多的話就寫更多，對其它人物也是如此。”

### 愛斯特拉岡和弗拉季米爾

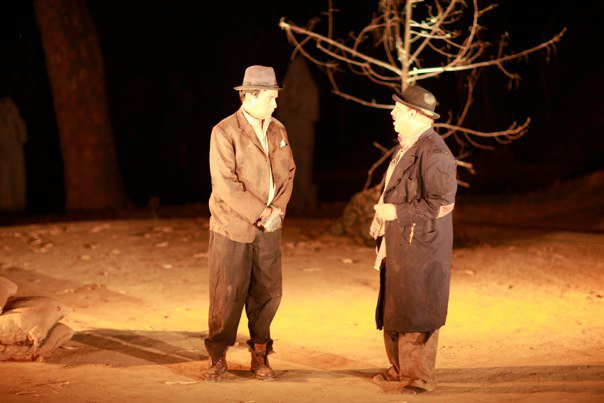
愛斯特拉岡和弗拉季米爾，印度杜恩學校。

當貝克特開始寫作時，對愛斯特拉岡和弗拉季米爾他並沒有什麽清晰的想法。他們並沒有在文中被稱爲流浪漢，但是在舞台上常常是這麽穿著的。羅傑·布林稱：“貝克特聽到他們的聲音，但他沒有對我描述什麽。他說：‘我唯一肯定的是他們穿圓頂高帽。’”“圓頂高帽在當時自然是男士‘社交禮儀必需品’，貝克特來自福克斯洛克，他父親就常常戴這頂帽子。”
文中對兩人沒有物理描述；然而，文章顯示弗拉季米爾可能比較重。帽子和其它搞笑形象讓人聯想到勞萊與哈台，他們有時在戲中扮演流浪漢。傑拉德·馬斯特在《喜劇思想：喜劇和電影》稱：“《等待果陀》中的傳帽子遊戲和幸運兒在丟失帽子時無法思考是貝克特對勞萊與哈台的兩個明顯衍生 —— 是對精華的替代形式，對現實的遮掩。”貝克特也在小說《瓦特》(1953)中暗示了喜劇詞彙，如健壯的灌木在某時被形容爲“壯實的勞萊。”
弗拉季米爾在劇中絕大部分都是站著，而愛斯特拉岡多次坐下，甚至打瞌睡。“愛斯特拉岡遲鈍，弗拉第米爾浮躁。”弗拉季米爾眼望天際，陷入深思。愛斯特拉岡“屬于石頭”，爲俗世忙碌，如吃什麽，怎麽止疼；他是直接的，直覺的。他發現自己記性不好，但總能想起什麽，；這是他的短期記憶，說明他可能患有阿茲海默氏症。阿爾·阿爾瓦雷茨寫道：“可能愛斯特拉岡記性之所以差導致了他倆總在一起。他不停地忘記，弗拉季米爾不停地提醒；他們這樣來打發日子。”他們在一起約有50年之久，但當波卓問起時，他們並沒有提及年齡。至于弗拉季米爾，他的人生並不順利，但相對來說他更有擔當。“弗拉季米爾的痛苦主要是精神上的，他自願與幸運兒交換帽子，這象征著他希望與別人交換想法。”
在整個劇中，倆人使用昵稱“狄狄”和“戈戈”來稱呼對方，小男孩則用“艾伯特先生”來稱呼弗拉季米爾。貝克特起初打算叫愛斯特拉岡“裏維”，但當波卓問起來時，他稱自己是“Magrégor, André”並在法語費伯第一版中稱“Catulle”，在美國版中成爲“亞當”。貝克特的唯一解釋是他“膩歪了Catullus”。
維維安·梅西爾形容《等待果陀》“達到了理論所不能的成就——戲劇一事無成，但依然能把觀衆釘在座位上。不但如此，由于第二幕不過是第一幕的改版，他把一事無成的戲劇寫了兩遍。”梅西爾有一次問貝克特關于倆人使用的語言：“對我來說 ... 他讓狄狄和戈戈聽起來像是拿了博士學位似的(Didi、Gogo與PhD相似)。‘妳怎麽知道他們沒拿呢？’他回複道。”很明顯，他們知道好日子，如去埃菲爾鐵塔遊玩，去羅納河收葡萄。在第一次演出時，貝克特看見倆人“與其說衣衫褴褛，不如說死要面子... 弗拉第米爾至少還能起反感 ... 當愛斯特拉岡撿雞骨頭討錢，注意禮儀問題。”

### 波卓和幸運兒

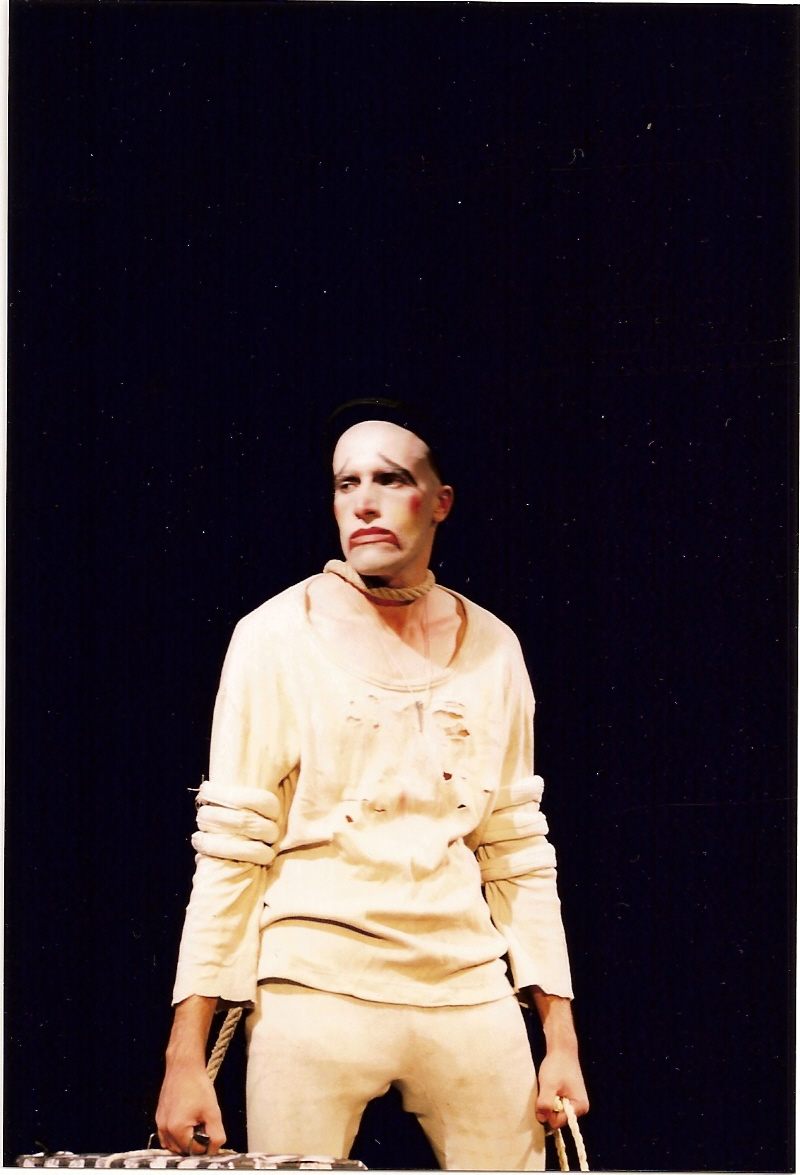
馬赫迪·巴傑斯坦尼(Mehdi Bajestani)飾演幸運兒，納克什尼劇院(Naqshineh)

雖然貝克特拒絕給出人物的背景，但演員們對他們的動機頗有興趣。讓·馬丁有個朋友當醫生，叫馬薩·高迪爾，在薩培特裏醫院工作，他告訴她：“‘聽著，馬薩，我能從文中的聲調中得到什麽樣的心理解釋呢？’[她]回到：‘嗯，看看得帕金森病的人吧，這是個好點子。’我便向她問起疾病來 ... 她解釋道，疾病以顫抖開始，並越來越明顯，知道病人每句話都顫抖。于是我說：‘這個聲音正是我所需要的。’”“山姆和羅傑對此並不信服，但也沒反對。”當他向貝克特解釋，自己扮演的幸運兒得了帕金森病，貝克特說：“‘好的，當然了。’他曾經順便說起自己的母親也得過帕金森，但很快就聊起別的事情了。”當貝克特問起幸運兒的得名時，他回答：“我認爲他之所以幸運是因爲他沒有任何期望...”
對于“波卓和幸運兒是狄狄和戈戈的簡單放大”一說依然在爭議中，而他們的關係很不平衡。然而，波卓的掌控可以看出是表面性的；“仔細來看，很明顯幸運兒在兩者中更具影響力，他跳舞，更重要的，思想 – 不是以仆人的方式，而是彌補波卓的空虛：他做這些都是爲了波卓。由此，從兩人組的第一次出現，真正的奴隸總是波卓。”波卓認爲幸運兒給予他文化、雅致、思維。他的言辭是死記硬背的。波卓的“文娛節目”是一個明顯的例子：當他的記憶失敗時，他發現已經無法憑自己的力量繼續走下去了。
除了波卓要去賣掉奴隸以外，我們對其它一無所知。波卓酷似大地主，善于虐待，自以爲是。他的煙斗是由卡普和彼得遜公司做的，後者是都柏林最好的煙草公司，他稱其爲“石楠”，但愛斯特拉岡稱之爲陶制短柄煙斗，顯示出倆人社會地位的差異。他承認自己記性差，但這是由于由來已久的聚精會神。“人物波卓必須給予更多補償。這就是爲什麽他做的過分... 而這是由于內心的不安全感所致。這些是貝克特說的，用了心理學詞彙。”
波卓用極長的繩子控制幸運兒，對他又拖又拽，好像幸運兒太慢了。幸運兒是波卓卑躬屈膝的奴隸，他唯命是從，毫無異議，像“狗一樣的忠誠”。他努力地提著沈重的提包，沒有想過要放下它。幸運兒在戲中只開過一次口，是波卓命令他爲愛斯特拉岡和弗拉第米爾“思考”。波卓和幸運兒在一起已經有六十年之久，他倆的關係逐漸惡化。幸運兒在智力上高人一等，但隨著時間推移，成爲輕蔑的對象：他的“思考”是對智力思辨的諷刺，他的“舞蹈”十分難看。雖然在波卓手下受盡苦頭，但幸運兒依然忠誠。在第二幕中，波卓瞎了，需要由幸運兒牽著走，而不是牽著幸運兒，幸運兒依然忠誠，沒有試圖逃跑；他們之間的關係大于繩索，正如狄狄、戈戈與戈多之間的關係。貝克特對導演亞倫·施耐德的建議是：“波卓有些輕度躁狂，演他的唯一方法使將他演瘋。
“在他的英語譯文中 ... 貝克特建議盡量保持法語氛圍，以便讓幸運兒代表所有英語名字和地點，就其名字，貝克特認爲，暗示出了這種關係。”

### 小男孩
人物清單中只列出一個小男孩。
第一幕中的男孩是個當地人，告訴弗拉季米爾這是兩人第一次相見。他告訴對方自己在昨天沒有出現。小男孩確定他爲果陀工作，是個牧山羊人。他的兄弟是個牧綿羊人，常被果陀打。果陀撫養他倆，讓他們睡在乾草棚中。
第二幕的男孩告訴弗拉第米爾昨天來的男孩不是他。他確認這是自己第一次到來。當弗拉第米爾問起果陀時，男孩回到道“他什麽也不做，先生。”我們從他那裏得知果陀胡子是白色的，這只是可能，小男孩也不確定。男孩有個生病的弟弟，但沒有證據顯示他的弟弟出現在第一幕，或是之前出現的孩子。

### 果陀
就果陀的身份爭議甚多。“當柯林·德克沃思直截了當地問貝克特波卓是否就是果陀，作者回答道：‘不是。正如文中所暗示的那樣，這不對。’”“當羅傑·布林問他果陀是誰或代表什麽時，貝克特回答從其自身上可以看出這是法語鞋子的俚語，godillot、godasse 因爲鞋子在戲中十分重要。這是他給出最多的解釋。”
“貝克特對彼得·沃德索普說他後悔給沒出場的人起名‘果陀’，因爲有關上帝的理論群起。”“我還告訴雷爾夫·理查德森如果我說的果陀是上帝的話，我會說這是上帝，不是果陀。這似乎令他十分失望。”據說，貝克特有一次曾經讓步，“如果我再裝作不知道‘果陀’的意思，那就太蠢了，有很多觀點認爲它是‘上帝’。但妳必須記住 —— 我是用法語寫的，如果我這樣寫，那也是無意之舉，根本沒注意到。”（注意：法語中的上帝是 'Dieu'）然而，“貝克特常常強調有種強烈的沖動影響著自己的筆頭；他甚至說道‘寫作時走神’”。
與其它貝克特的作品不同，戈多这个角色，在戲劇并中沒有出现。

## 分析

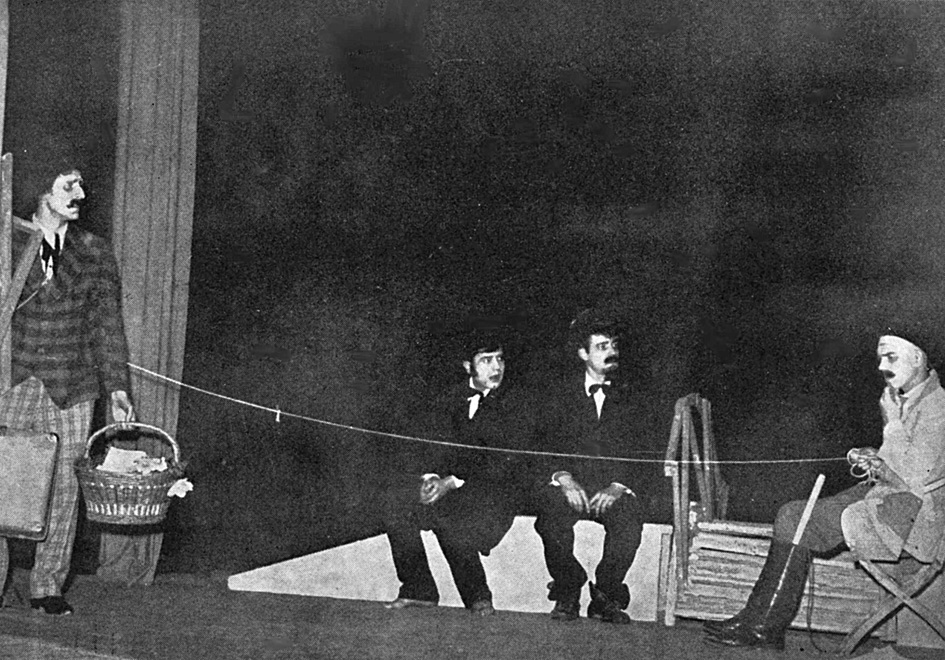
《等待果陀》，馬其頓共和國劇院上演，Bore Angelovski導演

剧情上几乎是重复的两幕戏，在每幕结束时都会出现一个自称是戈多派遣的，看上去有点胆怯的信童——他的牧羊人，通报说戈多的到达将继续推迟，但是他一定会到的。至少到了这个时候，等候者开始怀疑他们的处境是否毫无意义。但是他们还是不能解脱自己，就像下面几句多次重复的对话所强调的：
爱斯特拉冈：算了，我们走吧！

弗拉季米尔：我们不能。

爱斯特拉冈：为什么不能？

弗拉季米尔：我们在等待戈多。

爱斯特拉冈：唉！
整整两幕长的戏，剧情等于是在原地踏步，毫无进展。为了「和恐怖的寂静保持距离」，两人讨论许多荒谬的话题，不断争执又重新和解。这些拙劣而无奈的表演，主要是想出一些游戏和练习来打发难熬的时间。例如讨论各种自杀的可能性。
即使后来同他的奴仆幸运儿（Lucky）一起，临时加入他们这个圈子的地主波卓（Pozzo），也不能改变这个状况。他不仅无助于搞清情况，而且反而增添了混乱。他故作一副恶霸相，对着他脖子上系着锁链、身负重荷的奴仆，就像对待一头蠢驴，来回使唤、故弄玄虚。波卓挥舞着鞭子，要求幸运儿（Lucky）“大声思考”，从而达到其表演的高潮。 用这种方式威逼出来的结果却是，具有讽刺意味的戏仿表演，用扭曲、夸张、可笑的方式，来回答一个人类普遍的问题：人间的苦难和上帝的全能和仁慈之间的关系。波卓和幸运儿这两个角色相互依存，就像他们之间的主仆关系一样。他们向观众展示一齣荒诞的戏中戏，就像老学究证明其高深莫测令常人无法理解的科学那样。
当他们俩第二天重新来到这里时，幸运儿成了哑巴，波卓则成了瞎子。主人这时必须由他的仆人牵着，再也想不起从前曾经见到过爱斯特拉冈或者弗拉季米尔，幸运儿和信童也失去了记忆。
剧中的所有人物体都现出人的这种需求，即尽管存在根本不定的而且最终是无法实现的幻觉，仍然希望会出现先知先觉的救世主或者其他的救星。贝克特让剧中人变得荒诞可笑而且同时还显得悲伤，他用这种方式把人的上述趋向作为一个问题摆在观众面前，并且采用漫画的方式对人物进行夸张特写。他运用无疾而终的剧情、原地打转的人物和使人几乎绝望的结尾——当然所有这些都不是那些典型的能使人乐观、富有信心地去面对人生的意义的征候。该剧同当代存在主义哲学有着密切的关联，堪称是五十年代法国荒诞剧的杰作之一。
“人的存在被看作一种介于生死之间的临界状态，该剧塑造的人物形象，坚守着等待时的那种永久失望的幻觉，或者在那种集悲剧和滑稽剧为一身的无能为力的状况下，遮掩着那种明确感受到的自身的存在正在消亡的感觉——这便是贝克特所有作品的核心所在。”在那种世界末日将临的各种场景不断往复过程中，以及在徒然地寻找如何倖存和消磨最终剩余时间的各种方式过程中，《等待戈多》这一剧作，展示了人的最终消逝。
贝克特始终拒绝解释他自己的作品。他也拒绝应答有关戈多是谁或者代表谁的各种猜测：“如果我知道谁是戈多，我就会在剧中告诉大家了。”文学界历来的释义都把《等待戈多》视作荒诞剧的最佳范例。有观点认为，该剧反映了存在主义的世界观，即因为世界是纯粹偶然而形成的，所以也没有原本的“生命的意义”，以此推断出也不存在人类的基本道德规范（宗教）。弗拉季米尔和爱斯特拉冈被看作是流浪汉，“他们作为‘隐喻的小丑’，代表了人类存在的无归宿性”。戈多（Godot）在此则被诠释为上帝（援引英文God和法文的指小词尾-ot相组合），人们总是徒劳地盼望他的到来。这点在弗拉第米尔身上尤其表现突出，剧中的这个角色反复地引用《圣经》，并且提醒人们要等待戈多，而爱斯特拉冈却会不断忘记戈多，要离开这个地方。
塞尔维亚作家米奥德拉格·布拉托维奇（Miodrag Bulatović）间接地从道德哲学角度出发，把《等待戈多》解释定格成一齣悲观的政治讽刺剧。在他的变形处理下，戈多出现了，并被当作贝克特原著的第3和第4幕。他要以此表示，如果救世主真的出现的话，会发生什么。他毫不留情地鞭挞了人的自私和牟权的典型特征。戈多在他的笔下出自于民众，是一个好心的面包师，尽管他供给人们“每天的食粮”，但是还是被判处死刑。
这种隐喻和小丑化处理有其双重性，这方面的例子有许多，尚·阿諾伊（Jean Anouilh）曾把《等待戈多》称之为“帕斯卡的思想由小丑来演绎”（Le sketch des Pensées de Pascal par les Fratellini）。爱斯特拉冈和弗拉季米尔的外表，西服配礼帽，模仿了查理·卓别林的外观，从而达到一种“一对破落不堪的滑稽演员”的效果。作者萨缪尔·贝克特本人就认为扮演《勞萊與哈台》的史丹·勞瑞爾和奧利弗·哈迪这对演员是最理想的人选。
2008年，皮耶·特姆凱恩的观点继2004年在法国发表后传播到德国。按照他的说法，除了隐喻的手法外，这出两幕的剧作，也必须从历史的层面加以解读：根据法文版中的多处提示，特姆凱恩认为《等待戈多》表现了外国人和法国犹太人当时的处境，他们在1942至1943年逃入法国仅存的非占领区，然后必须借助于蛇头逃亡到 Savoyen。他认为，弗拉第米尔和爱斯特拉冈就是来自巴黎的逃难犹太人，而戈多则是反抗组织的蛇头，但是未按照约定出现。
按照一则趣闻的说法，《等待戈多》一剧应该是在讲述环法自行车比赛中的故事，贝克特肯定在法国的某个地方看到过这样一个赛程。当时，所有的选手都已经经过了，他自己正想走，却发现有些观众仍在等待。于是他问道，你们在等什么，回答是，等待 Godeau！这个名叫 Godeau 的人据说是比赛中最慢的选手。据估计，这一则故事纯属传说，因为环法自行车比赛中从未有过叫这个名字的选手。
据说贝克特自己曾经说过，戈多这个名字来源于法语口语中的鞋子这个词。按照这种诠释的说法，人们可以把剧中爱斯特拉冈脚上的鞋子问题联系起来：爱斯特拉冈总是在捣鼓他那不合脚的鞋子，第2幕中他甚至完全丧失了行走能力。
另有一种说法是，戈多是巴尔扎克笔下的一个人物，他在五幕剧《創造者》（Le Faiseur）扮演着一个重要脚色，但是也是从未出场露面过。
与贝克特同期的人把戈多这个人物看作戴高乐的化身，在当时那种政治局势下，人们也曾经在巴黎类似地等待过他，就像在剧中等待戈多那样。但是学院派的研究结果却无法接受这种对不久前发生的历史的解释。这种观点只要被提及，便会遭到驳回。
《等待戈多》中，两个像流浪汉的家伙自始至终在等待一个名叫戈多的人。他们穷愁潦倒，希望戈多的出现能使他们得救。然而戈多自始自终也没有出现。 　　那么，戈多究竟是谁呢？ 　　有人说，戈多（Godort）就是上帝（God），《等待戈多》（En Attendant Godot）这个法文剧名，看来是暗指西蒙娜·韦尔的《等待上帝》（Attent de Dieu）一书；有人说，戈多象征“死亡”；有人说，剧中人波卓就是戈多；有人说，戈多是巴尔扎克剧作《自命不凡的人》里一个在剧中从不出现的人物“戈杜”（Godeau），有人甚至说，戈多就是一位著名的摩托车运动员......于是有人问作者，贝克特两手一摊，苦笑一声：“我要是知道，早在戏里说出来了。” 　　无论贝克特是在故弄玄虚，还是他真不知道，这一回答正好道出了该剧的真实含义，即人对生存在其中的世界，对自己的命运一无所知。无论戈多将会是谁，从作品中可以明显看出，他的到来，将会给剧中人带来希望，戈多是不幸的人对于未来生活的呼唤和向往。是当今社会人们对明天某种指望的代表，象征着“希望”、“憧憬”。 　　1957年11月9日，《等待戈多》在旧金山圣昆廷监狱演出，观众是1400名囚犯。演出之前，演员们和导演忧心忡忡，这一批世界上最粗鲁的观众能不能看懂《等待戈多》呢？出人意料的是，它竟然立即被囚犯观众所理解，一个个感动得痛哭流涕。一个犯人说：“戈多就是社会。”另一个犯人说：“他就是局外人。”这以后，无田无地的阿尔及利亚农民，把戈多看作是已许诺却没有实现的土地改革；而具有被别国奴役的不幸历史的波兰观众，把戈多作为他们得不到民族自由和独立的象征。人们终于恍然大悟：“戈多”原来是那“口惠而实不至的东西！”。

## 著名的上演剧目
1. 1954: 慕尼黑 Kammerspiele – 编剧：Fritz Kortner (演员：Ernst Schröder 和 Heinz Rühmann)
2. 1961: Théâtre de l’Odéon，巴黎 – 编剧：Roger Blin，舞台布景 Alberto Giacometti
3. 1972: Staatstheater 斯图加特 – 编剧：Peter Palitzsch (演员 Gerhard Just und Peter Roggisch)
4. 1975: Schillertheater 柏林 – 编剧：Samuel Beckett (演员 Horst Bollmann 和 Stefan Wigger)
5. 1984: 慕尼黑 Kammerspiele – 编剧：George Tabori 演员 Peter Lühr 和 Thomas Holtzmann)
6. 1987: Staatsschauspiel 德累斯顿 – 编剧：Wolfgang Engel (演员 Peter Kube 和 Lars Jung) – 首次在前东德上演
7. 1988: 纽约，演员 Steve Martin 和 Robin Williams
8. 1991: Burgtheater 维也纳 – 编剧：Cesare Lievi，演员 Traugott Buhre 和 Branko Samarovski 以及 Paulus Manker 扮演 Pozzo
9. 1993: 萨拉热窝民族剧院 – 编剧：Susan Sontag – 上演时正值波斯尼亚战争。
10. 1999: Théâtre Vidy 洛桑，编剧：Luc Bondy
11. 2002: Schauspielhaus 波鸿 – 编剧：Matthias Hartmann (演员 Michael Maertens 和 Ernst Stötzner 以及 Harald Schmidt 扮演 Lucky)
12. 2006: 柏林 Ensemble – 编剧：George Tabori (演员 Axel Werner 和 Michael Rothmann)
13. 2009: The Theatre Royal 爱丁堡 Haymarket – 编剧：Sean Mathias (演员 Ian McKellen 和 Patrick Stewart)

## 脚注
1. ↑  Piepenburg, Erik. . The New York Times. 30 April 2009  [March 26, 2024]. （原始内容存档于2012-01-19）. Well GOD-dough is what Samuel Beckett said. Also, the word has to echo Pozzo. That's the right pronunciation. Go-DOUGH is an Americanism, which isn’t what the play intended. 参数|newspaper=与模板{{cite web}}不匹配（建议改用{{cite news}}或|website=） (帮助)
2. ↑  Itzkoff, Dave. . New York Times. 12 November 2013  [12 November 2013]. （原始内容存档于2021-04-06）.
3. ↑  Ackerley and Gontarski 2006, p. 172.
4. ↑  Ackerley, C. J. and Gontarski, S. E., (Eds.) The Faber Companion to Samuel Beckett (London: Faber and Faber, 2006), p. 620.
5. ↑  "Nothing Doing".  (Knowlson, J., Damned to Fame: The Life of Samuel Beckett (London: Bloomsbury Publishing, 1996), p. 567
6. ↑  Beckett 1988, p. 18.
7. ↑  Beckett 1988, p. 21.
8. ↑  Cohn, R., From Desire to Godot (London: Calder Publications; New York: Riverrun Press, 1998), p. 151)
9. ↑  See Clausius, C., 'Bad Habits While Waiting for Godot' in Burkman, K. H., (Ed.) Myth and Ritual in the Plays of Samuel Beckett (London and Toronto: Fairleigh Dickinson University Press, 1987), p 139
10. ↑  Webb, E., The Plays of Samuel Beckett （页面存档备份，存于） (Seattle: University of Washington Press, 1974)
11. ↑  Beckett, S., Waiting for Godot, (London: Faber and Faber, [1956] 1988), p 89
12. ↑  SB to Barney Rosset, 18 October 1954 (Syracuse). Quoted in Knowlson, J., Damned to Fame: The Life of Samuel Beckett (London: Bloomsbury, 1996), p 412
13. ↑  Quoted in Le Nouvel Observateur (26 September 1981) and referenced in Cohn, R., From Desire to Godot (London: Calder Publications; New York: Riverrun Press), 1998, p 150
14. ↑  Cronin, A., Samuel Beckett The Last Modernist (London: Flamingo, 1997), p 382
15. ↑  Gerald Mast，The Comic Mind: Comedy and the Movies (Univ. of Chicago Press, 2nd ed. 1979)
16. 1 2  Letter to Alan Schneider, 27 December 1955 in Harmon, M., (Ed.) No Author Better Served: The Correspondence of Samuel Beckett and Alan Schneider (Cambridge: Harvard University Press, 1998), p 6
17. ↑  Kalb, J., Beckett in Performance （页面存档备份，存于） (Cambridge: Cambridge University Press, 1989), p 43
18. ↑  Beckett, S., Waiting for Godot, (London: Faber and Faber, [1956] 1988), p 12
19. ↑  See Brown, V., Yesterday's Deformities: A Discussion of the Role of Memory and Discourse in the Plays of Samuel Beckett 的存檔，存档日期2007-09-27., pp 35–75 for a detailed discussion of this.
20. ↑  Alvarez, A. Beckett 2nd Edition (London: Fontana Press, 1992)
21. 1 2  Gurnow, M., No Symbol Where None Intended: A Study of Symbolism and Allusion in Samuel Beckett's Waiting for Godot 的存檔，存档日期2013-06-17.
22. ↑  Fletcher, J., "The Arrival of Godot" in The Modern Language Review, Vol. 64, No. 1 (Jan., 1969), pp. 34–38
23. ↑  Duckworth, C., (Ed.) 'Introduction' to En attendant Godot (London: George Harrap, 1966), pp lxiii, lxiv. Quoted in Ackerley, C. J. and Gontarski, S. E., (Eds.) The Faber Companion to Samuel Beckett, (London: Faber and Faber, 2006), p 183
24. ↑  Mercier, V., 'The Uneventful Event' in The Irish Times, 18 February 1956
25. ↑  Mercier, V., Beckett/Beckett (London: Souvenir Press, 1990), p 46
26. ↑  Mercier, V., Beckett/Beckett (London: Souvenir Press, 1990), pp 47,49
27. ↑  Jean Martin on the World Première of En attendant Godot in Knowlson, J. & E., (Ed.) Beckett Remembering – Remembering Beckett (London: Bloomsbury, 2006), p 117
28. ↑  Wilmer S. E., (Ed.) Beckett in Dublin (Dublin: Lilliput Press, 1992), p 28
29. ↑  Jean Martin to Deirdre Bair, 12 May 1976. Quoted in Bair, D., Samuel Beckett: A Biography (London: Vintage, 1990), p 449
30. ↑  Duckworth, C., The Making of Godot, p 95. Quoted in Bair, D., Samuel Beckett: A Biography (London: Vintage, 1990), p 407
31. ↑  Friedman, N., 'Godot and Gestalt: The Meaning of Meaningless' in The American Journal of Psychoanalysis 49(3) p 277
32. ↑  Kalb, J., Beckett in Performance (Cambridge: Cambridge University Press, 1989), p 175
33. ↑  Mercier, V., Beckett/Beckett (London: Souvenir Press, 1990), p 53
34. ↑  Beckett, S. . London: Faber and Faber. [1956] 1988: 21.
35. ↑  Barney Rosset to Deirdre Bair, 29 March 1974. Referenced in Bair, D., Samuel Beckett: A Biography (London: Vintage, 1990), p 464
36. ↑  Beckett, S., Waiting for Godot, (London: Faber and Faber, [1956] 1988), p 91
37. ↑  Colin Duckworth's introduction to En attendant Godot (London: George G Harrap & Co, 1966), lx. Quoted in Cohn, R., From Desire to Godot (London: Calder Publications; New York: Riverrun Press, 1998), p 150
38. ↑  Bair, D., Samuel Beckett: A Biography (London: Vintage, 1990), p 405
39. ↑  Interview with Peter Woodthrope 18 February 1994. Referenced in Knowlson, J., Damned to Fame: The Life of Samuel Beckett (London: Bloomsbury, 1996), p 785 n 166
40. ↑  SB to Barney Rosset, 18 October 1954 (Syracuse). Quoted in Knowlson, J., Damned to Fame: The Life of Samuel Beckett (London: Bloomsbury, 1996), p 412
41. ↑  Bair, D., Samuel Beckett: A Biography (London: Vintage, 1990), p 591
42. ↑  Mercier, V., Beckett/Beckett (London: Souvenir Press, 1990), p 87